# Gobiernos regionales de Chile

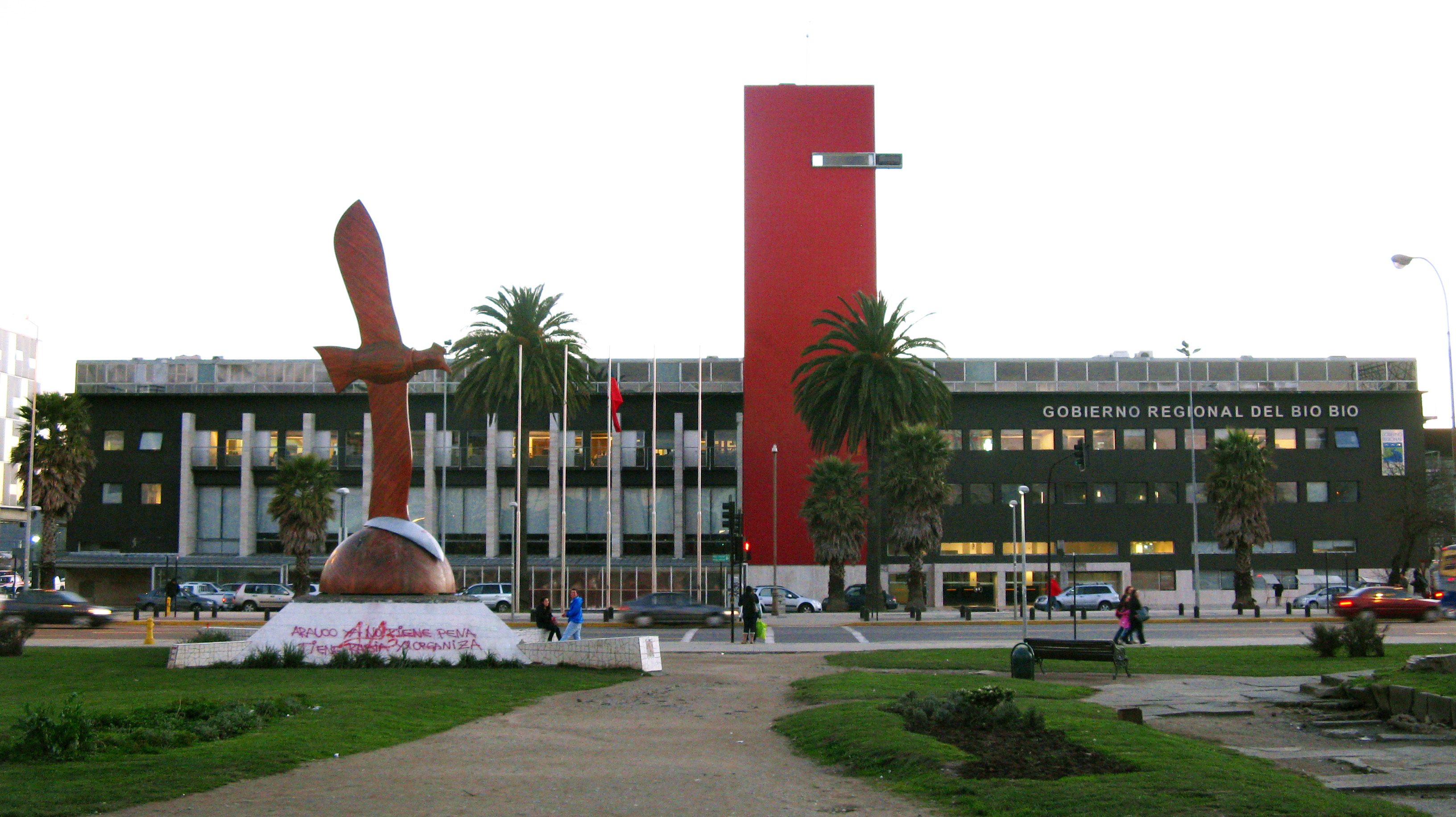
Edificio del Gobierno Regional del Biobío en julio de 2012, emplazado en la antigua Estación Central de Concepción, en el Barrio Cívico de Concepción (Concepción).

Los gobiernos regionales (GORE) son los órganos públicos encargados de la administración superior de cada una de las regiones de Chile, y que tienen por objeto el desarrollo social, cultural y patrimonio propio. Tienen su sede en la ciudad capital de la respectiva región, sin perjuicio de que puedan ejercer sus funciones transitoriamente en otras localidades de la región.
Los gobiernos regionales están constituidos por dos órganos: por el gobernador regional respectivo, el cual es elegido por votación popular y dura cuatro años en su cargo pudiendo ser reelegido una vez, y por el consejo regional, compuesto de consejeros elegidos por sufragio universal, en votación directa, por periodos de cuatro años, y que pueden ser reelegidos.
El consejo regional fue creado mediante una reforma constitucional efectuada el año 1991 e implementada con la Ley 19175, 
Orgánica Constitucional sobre Gobierno y Administración Regional, de 1992. Los primeros gobiernos regionales se instalaron en 1993.
Cabe señalar que el gobierno interior de cada región reside únicamente en el delegado presidencial regional, como representante natural e inmediato del presidente, en su territorio respectivo.
Una reforma constitucional del año 2017, dispuso la elección popular del órgano ejecutivo del gobierno regional, creando el cargo de gobernador regional y estableciendo una delegación presidencial regional, a cargo de un delegado presidencial regional en reemplazo del antiguo cargo de intendente.

## Principios que rigen su función
Para cumplir con sus tareas y objetivos el Gobierno Regional se guía por los siguientes principios básicos:
- La legalidad de la administración pública.
- El desarrollo armónico y equitativo del territorio.
- La equidad, eficiencia y eficacia en la asignación y utilización de los recursos públicos.
- La preservación y mejoramiento del medio ambiente.
- La efectiva participación de la comunidad regional.

## Funciones

### Funciones generales
Son funciones generales del gobierno regional:
- Diseñar, elaborar, aprobar y aplicar las políticas, planes, programas y proyectos de desarrollo de la región en el ámbito de sus competencias, los que deberán ajustarse al presupuesto de la Nación; a la estrategia regional de desarrollo y a los instrumentos de planificación comunal.
- Efectuar estudios, análisis y proposiciones relativos al desarrollo regional.
- Orientar el desarrollo territorial de la región en coordinación con los servicios públicos y municipalidades, localizados en ella.
- Elaborar y aprobar su proyecto de presupuesto, ajustándose a las orientaciones que se emitan para la formulación del proyecto de Ley de Presupuestos del Sector Público, de conformidad al artículo 15 del decreto ley N° 1.263, del Ministerio de Hacienda, de 1975, orgánico de Administración Financiera del Estado, sin perjuicio de las facultades que asisten al gobernador regional de conformidad al artículo 78.
- Administrar fondos y programas de aplicación regional.
- Resolver la inversión de los recursos que a la región correspondan en la distribución del Fondo Nacional de Desarrollo Regional y de aquéllos que procedan.
- Decidir la destinación a proyectos específicos de los recursos de los programas de inversión sectorial de asignación regional, que contemple anualmente la Ley de Presupuestos de la Nación.
- Dictar normas de carácter general para regular las materias de su competencia, con sujeción a las disposiciones legales y a los decretos supremos reglamentarios, las que estarán sujetas al trámite de toma de razón por parte de la Contraloría General de la República y se publicarán en el Diario Oficial.
- Asesorar a las municipalidades, cuando éstas lo soliciten, especialmente en la formulación de sus planes y programas de desarrollo.
- Adoptar las medidas necesarias para enfrentar situaciones de emergencia o catástrofe, en conformidad a la ley, y desarrollar programas de prevención y protección ante situaciones de desastre, sin perjuicio de las atribuciones de las autoridades nacionales competentes.
- Participar en acciones de cooperación internacional en la región, dentro de los marcos establecidos por los tratados y convenios que el Gobierno de Chile celebre al efecto y en conformidad a los procedimientos regulados en la legislación respectiva.
- Ejercer las competencias que le sean transferidas.
- Mantener relación permanente con el gobierno nacional y sus distintos organismos, a fin de armonizar el ejercicio de sus respectivas funciones.
- Construir, reponer, conservar y administrar en las áreas urbanas las obras de pavimentación de aceras y calzadas, con cargo a los fondos que al efecto le asigne la Ley de Presupuestos.
- Elaborar y aprobar los planes de inversiones en infraestructura de movilidad y espacio público asociados al o a los planes reguladores metropolitanos o intercomunales existentes en la región, con consulta a las respectivas municipalidades.

### Funciones en materia de ordenamiento territorial
Son funciones del gobierno regional en materia de ordenamiento territorial:
- Elaborar y aprobar el plan regional de ordenamiento territorial en coherencia con la estrategia regional de desarrollo y la política nacional de ordenamiento territorial, previo informe favorable de los ministros que conforman la Comisión Interministerial de Ciudad, Vivienda y Territorio.
- Establecer políticas y objetivos para el desarrollo integral y armónico del sistema de asentamientos humanos de la región, con las desagregaciones territoriales correspondientes.
- Participar en programas y proyectos de dotación y mantenimiento de obras de infraestructura y de equipamiento en la región.
- Fomentar y velar por la protección, conservación y mejoramiento del medio ambiente, adoptando las medidas adecuadas a la realidad de la región, con sujeción a las normas legales y decretos supremos reglamentarios que rijan la materia.
- Fomentar y velar por el buen funcionamiento de la prestación de los servicios en materia de transporte intercomunal, interprovincial e internacional fronterizo en la región, cumpliendo las normas de los convenios internacionales respectivos, y coordinar con otros gobiernos regionales el transporte interregional, sin perjuicio de las facultades que correspondan a las municipalidades.
- Fomentar y propender al desarrollo de áreas rurales y localidades aisladas en la región, en coordinación con la acción multisectorial en la dotación de la infraestructura económica y social.
- Proponer a la autoridad competente la localidad en que deberán radicarse las secretarías regionales ministeriales y las direcciones regionales de los servicios públicos, sin perjuicio de los traslados transitorios a otras localidades de la región.
- Financiar estudios que definan las condiciones de localización para la disposición de los distintos tipos de residuos y los sistemas de tratamientos más adecuados para cada uno de ellos, en coordinación con las Secretarías Regionales Ministeriales de Vivienda y Urbanismo, de Medio Ambiente y de Salud respectivas, en conformidad a las normas que rigen la materia.
- Proponer territorios como zonas rezagadas en materia social, y su respectivo plan de desarrollo, aplicando los criterios y demás reglas establecidas en la política nacional sobre la materia.

### Funciones en materia de fomento productivo
En materia de fomento de las actividades productivas, corresponde al gobierno regional:
- Formular políticas regionales de fomento de las actividades productivas, en particular el apoyo al emprendimiento, a la innovación, a la capacitación laboral, al desarrollo de la ciencia y tecnología aplicada, al mejoramiento de la gestión y a la competitividad de la base productiva regional.
- Establecer las prioridades estratégicas regionales en materia de fomento de las actividades productivas y de mejoramiento de la innovación para la competitividad, generando las condiciones institucionales favorables al desarrollo empresarial, a la inversión productiva, a la capacidad emprendedora y capacitación laboral, velando por un desarrollo sustentable y concertando acciones con el sector privado en las áreas que corresponda.
- Aprobar el plan regional de desarrollo turístico, con el objeto de fomentar el turismo en los niveles regional, provincial y local.
- Promover y diseñar, considerando el aporte de las instituciones de educación superior de la región, programas, proyectos y acciones en materia de fomento de las actividades productivas establecidas como prioridades regionales.
- Promover y apoyar, en coordinación con los municipios, mediante la suscripción de convenios, la implementación de oficinas comunales de fomento productivo e innovación para la competitividad, coordinando su acción a nivel regional.
- Promover la investigación científica y tecnológica, y fomentar el desarrollo de la educación superior y de enseñanza media técnico profesional en la región, en concordancia con la política regional de fomento de las actividades productivas.
- Elaborar y aprobar la Política Regional de Ciencia, Tecnología, Conocimiento e Innovación para el Desarrollo, la que deberá contener, a lo menos:
- Los lineamientos estratégicos que en materia de ciencia, tecnología, conocimiento e innovación se establezcan para la región, debiendo considerar al efecto la Estrategia Regional de Ciencia, Tecnología, Conocimiento e Innovación para el Desarrollo propuesta por el Comité Regional de Ciencia, Tecnología, Conocimiento e Innovación para el Desarrollo.
- Los ámbitos de acción que abordará la respectiva política regional junto con sus principales objetivos, actividades, criterios y prioridades presupuestarias.

### Funciones en materia de desarrollo social y cultural
En materia de desarrollo social y cultural, corresponde al gobierno regional:
- Establecer prioridades regionales para la erradicación de la pobreza.
- Participar, en coordinación con las autoridades competentes, en acciones destinadas a facilitar el acceso de la población de escasos recursos o que viva en lugares aislados, a beneficios y programas en el ámbito de la salud, educación y cultura, vivienda, seguridad social, deportes y recreación y asistencia judicial.
- Proponer programas y proyectos con énfasis en grupos vulnerables o en riesgo social.
- Distribuir entre las municipalidades de la región los recursos para el financiamiento de beneficios y programas sociales administrados por éstas, en virtud de las atribuciones que les otorgue la ley.
- Realizar estudios relacionados con las condiciones, nivel y calidad de vida de los habitantes de la región.
- Fomentar las expresiones culturales, cautelar el patrimonio histórico, artístico y cultural de la región, incluidos los monumentos nacionales, y velar por la protección y el desarrollo de las etnias originarias.
- Financiar y difundir actividades y programas de carácter cultural. En el ejercicio de esta función le corresponderá promover el fortalecimiento de la identidad regional.
- Proponer programas y proyectos que fomenten la formación deportiva y la práctica del deporte.
- Mantener información actualizada sobre la situación socioeconómica regional, identificando las áreas y sectores de pobreza y de extrema pobreza, y proponiendo programas destinados a superarla.

## Atribuciones
Para el cumplimiento de sus funciones, el gobierno regional tiene las siguientes atribuciones:
- Aprobar y modificar las normas reglamentarias regionales que le encomienden las leyes, no pudiendo establecer en ellas, para el ejercicio de actividades, requisitos adicionales a los previstos por las respectivas leyes y los reglamentos supremos que las complementen.
- Adquirir, administrar y disponer de sus bienes y recursos, conforme a lo dispuesto por la ley.
- Convenir, con los ministerios, los servicios públicos, las municipalidades u otros gobiernos regionales programas anuales o plurianuales de inversiones con impacto regional.
- Disponer, supervisar y fiscalizar las iniciativas que se ejecuten con cargo a su presupuesto.
- Aplicar las políticas definidas en el marco de la estrategia regional de desarrollo.
- Aprobar los planes regionales de ordenamiento territorial, los planes reguladores metropolitanos e intercomunales y sus respectivos planos de detalle, los planes reguladores comunales, los planes seccionales y los planes de inversiones en infraestructura de movilidad y espacio público.
- Formular y priorizar proyectos de infraestructura social básica y evaluar programas, cuando corresponda.
- Proponer criterios para la distribución y, cuando corresponda, distribuir las subvenciones a los programas sociales, con arreglo a la normativa nacional correspondiente.
- Aplicar, dentro de los marcos que señale la ley respectiva, tributos que graven actividades o bienes que tengan una clara identificación regional y se destinen al financiamiento de obras de desarrollo regional.
- Aprobar las banderas, escudos e himnos regionales, en conformidad con el reglamento que señala el artículo 2 de la ley sobre uso o izamiento de la Bandera Nacional.
- Diseñar, elaborar, aprobar y ejecutar políticas, planes, programas y proyectos dentro de su territorio.
- Ejercer las demás atribuciones necesarias para el ejercicio de las funciones que las leyes le encomienden.

## Lista de gobiernos regionales
| Gobierno Regional                                         | Gobernador | Gobernador | Gobernador                      | Partido Coalición | Consejo Regional                                         |
| --------------------------------------------------------- | ---------- | ---------- | ------------------------------- | ----------------- | -------------------------------------------------------- |
| Gobierno Regional de Arica y Parinacota                   |            |            | Diego Paco Mamani               |                   | Consejo Regional de Arica y Parinacota                   |
| Gobierno Regional de Tarapacá                             |            |            | José Miguel Carvajal Gallardo   |                   | Consejo Regional de Tarapacá                             |
| Gobierno Regional de Antofagasta                          |            |            | Ricardo Díaz Cortés             |                   | Consejo Regional de Antofagasta                          |
| Gobierno Regional de Atacama                              |            |            | Miguel Vargas Correa            |                   | Consejo Regional de Atacama                              |
| Gobierno Regional de Coquimbo                             |            |            | Cristóbal Juliá de la Vega      |                   | Consejo Regional de Coquimbo                             |
| Gobierno Regional de Valparaíso                           |            |            | Rodrigo Mundaca Cabrera         |                   | Consejo Regional de Valparaíso                           |
| Gobierno Regional Metropolitano de Santiago               |            |            | Claudio Orrego Larraín          |                   | Consejo Regional Metropolitano de Santiago               |
| Gobierno Regional de O'Higgins                            |            |            | Pablo Silva Amaya               |                   | Consejo Regional de O'Higgins                            |
| Gobierno Regional del Maule                               |            |            | Pedro Álvarez-Salamanca Ramírez |                   | Consejo Regional del Maule                               |
| Gobierno Regional de Ñuble                                |            |            | Óscar Crisóstomo Llanos         |                   | Consejo Regional de Ñuble                                |
| Gobierno Regional del Biobío                              |            |            | Sergio Giacaman García          |                   | Consejo Regional del Biobío                              |
| Gobierno Regional de La Araucanía                         |            |            | René Saffirio                   |                   | Consejo Regional de La Araucanía                         |
| Gobierno Regional de Los Ríos                             |            |            | Luis Cuvertino Gómez            |                   | Consejo Regional de Los Ríos                             |
| Gobierno Regional de Los Lagos                            |            |            | Alejandro Santana               |                   | Consejo Regional de Los Lagos                            |
| Gobierno Regional de Aysén                                |            |            | Marcelo Santana Vargas          |                   | Consejo Regional de Aysén                                |
| Gobierno Regional de Magallanes y de la Antártica Chilena |            |            | Jorge Flies Añón                |                   | Consejo Regional de Magallanes y de la Antártica Chilena |